# Faunis taraki
Faunis taraki is een vlinder uit de familie Nymphalidae. De wetenschappelijke naam van de soort is voor het eerst geldig gepubliceerd in 1933 door Henry Maurice Pendlebury.